# Mięsień półbłoniasty

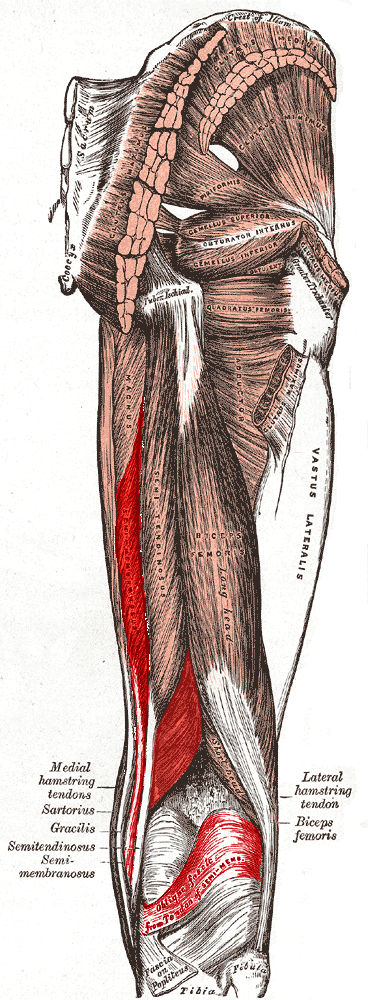
Mięśnie okolicy pośladkowej oraz tylnej udowej. Mięsień półbłoniasty zaznaczony w lewej dolnej części.

Mięsień półbłoniasty (łac. musculus semimembranosus) – w anatomii człowieka mięsień należący do grupy tylnej mięśni uda, najsilniejszy z tej grupy. Leży pod mięśniem półścięgnistym. Jego silne, długie i płaskie ścięgno początkowe przyczepia się na guzie kulszowym, między przyczepami mięśnia czworobocznego uda i dwugłowego uda. W połowie długości mięśnia ścięgno przechodzi w szeroki brzusiec, a następnie w ścięgno końcowe (dzielące się na trzy części nazywane gęsią stopą głęboką) częściowo przyczepiające się na przyśrodkowej i tylnej powierzchni kłykcia przyśrodkowego kości piszczelowej a częściowo łączące się z więzadłem podkolanowym skośnym i powięzią pokrywającą mięsień podkolanowy.
Unaczyniony jest przez tętnice przeszywające od tętnicy głębokiej uda i gałęzie tętnicy podkolanowej, a unerwiony przez gałąź nerwu piszczelowego (L4–5, S1).
Mięsień ten zgina staw kolanowy i obraca goleń do wewnątrz, prostuje i przywodzi staw biodrowy.